# Юні титани, вперед! (фільм)
«Юні титани, вперед!» (англ. Teen Titans Go! To the Movies) — американський анімаційний супергеройський комедійний фільм 2018 року на основі телесеріалу Юні титани, вперед!, що вийшов за сприяння компанії Warner Animation Group. Його написали та режисували Аарон Хорват, співредактор Пітер Райд Майкл та співавтор Міхаель Еленик.
Це друга кінострічка, що заснована на мультсеріалі компанії Warner Bros. після "Бетмен: Маска фантазма". Акторами озвучування стали Скотт Менвілл, Грег Сапс, Харі Пейтон, Тара Стронг, Хінден Уолш, Уілл Арнетт, Крістен Белл, Ніколас Кейдж, Голзі і Ліл Яхті. Компанією Warner Bros. Pictures було назначено прем'єру на 27 липня 2018 року у США.

## Синопсис
Юним Титанам здається, що всі популярні супергерої вже знялися в головних ролях в повнометражних фільмах, крім них. Лідер команди Робін збирається виправити ситуацію. Він має намір стати головним героєм фільму, а не помічником. Потрібно лише зробити так, щоб кращий голлівудський режисер помітила Юних титанів. Озброївшись декількома відчайдушними ідеями і піснею в серці, Юні Титани вирушають до Голлівуду, готові втілити свою мрію, попри труднощі. Але коли друзів збиває зі шляху лиходій по йменню Слейд (Вілл Арнетт), що виношує маніакальний план по захопленню Землі, все йде шкереберть. Дружні стосунки і бойовий дух команди слабшають, через що під ударом виявляється і сама доля Юних титанів

## У ролях
| Актор         | Роль           |
| ------------- | -------------- |
| Скотт Менвілл | Робін          |
| Грег Сапс     | Бістбой        |
| Харі Пейтон   | Кіборг         |
| Тара Стронг   | Рейвен         |
| Гінден Уолш   | Старфаер       |
| Вілл Арнетт   | Слейд          |
| Крістен Белл  | Джейд Вілсон   |
| Ніколас Кейдж | Супермен       |
| Голзі         | Диво-Жінка     |
| Ліл Яхти      | Зелений Ліхтар |
| Джиммі Кіммел | Бетмен         |

## Виробництво
У вересні 2017 року, Warner Bros. Pictures оголосив про фільм і підтвердив дату випуску 27 липня 2018 року. Через місяць, дебютував заголовок фільму та плакат, було оголошено що Вілл Арнетт і Крістен Белл приєдналися до даного мультфільму.
10 січня 2018 року, перший трейлер фільму вийшов у Пригоди Паддінгтона 2.
12 березня 2018 року, було оголошено що Ліл Яхти і Голзі входитимуть до складу акторів як Зелений Ліхтар і Диво-Жінка відповідно, Ніколас Кейдж оголошений як Супермен.
1 травня 2018 року, новий трейлер вийшов у стрічці Поліцейський пес.

## Випуск
Прем'єру у кінотеатрах назначено компанією Warner Bros. Pictures на 27 липня 2018 року.

## Прийом

### Касові збори
У Сполучених Штатах та Канаді, Юні титани, вперед! вийшов разом з Місія нездійсненна: Фолаут і за прогнозом валовий прибуток становитиме $14–19 мільйонів у вихідні дні.

### Оцінка критиків
Агрегатор оцінок Rotten Tomatoes, повідомляє, що Юні титани, вперед! має 91% позитивних зі 111 відгуків, середня оцінка 7.1/10.